# Siphiwe Tshabalala
Lawrence Siphiwe Tshabalala (n. 25 septembrie 1984) este un fotbalist sud-african care evoluează la clubul Kaizer Chiefs în Premier Soccer League, pe postul de mijlocaș stânga. El a marcat primul gol de la Campionatul Mondial de Fotbal 2010, în meciul dintre Mexic și Africa de Sud.